# Agim
Agim ist ein albanischer männlicher Vorname. Der Name bedeutet Morgendämmerung beziehungsweise Morgenröte.

## Bekannte Namensträger
- Agim Canaj (* 1962), albanischer Fußballtrainer und Fußballspieler
- Agim Çeku (* 1960), ehemaliger Premierminister des Kosovo
- Agim Hajrizi (1961–1999), kosovarischer Menschenrechtler und Gewerkschafter
- Agim Kaba (* 1980), US-amerikanischer Schauspieler, Künstler und Regisseur
- Agim Krasniqi, albanischer Nationalist
- Agim Ramadani (1963–1999), albanischer Schriftsteller
- Agim Shabani (* 1988), norwegischer Fußballspieler albanischer Abstammung
- Agim Qirjaqi (1950–2010), albanischer Schauspieler und TV-Regisseur
- Agim Zajmi (1936–2013), albanischer Maler